# Platja de s'Eixugador
La platja de s'Eixugador és una platja natural del municipi de Begur (Baix Empordà), amagada entre penya-segats i boscos de pins, situada al sud-est de la platja de sa Tuna, des de la que s'hi accedeix pel camí de ronda, que arriba a la punta des Plom. Orientada al nord, té una longitud de 70 m i una amplada mitjana de 8,5 m, formada per sorres fines i còdols. A davant de la platja hi fondegen nombroses embarcacions petites, arrecerades per la punta des Plom.